# Кравченко Віталій Олегович
Віта́лій Оле́гович Кра́вченко (13 березня 1990, Жашків, Черкаська область — 7 лютого 2015, Донецька область) — український військовий, старший солдат, гранатометник механізованого взводу 128-ї гірсько-піхотної бригади Збройних Сил України. Учасник російсько-української війни.

## Біографія
Народився 13 березня 1990 року в місті Жашків, Черкаської області.
Навчався у Жашківській школі № 1. Після закінчення школи проходив військову службу в роті почесної варти Президентського полку.
1 серпня 2014 року був призваний до Збройних Сил України та направлений в 128-му гірсько-піхотну бригаду. Старший солдат Кравченко Віталій Олегович проходив службу на посаді гранатометника механізованого відділення, механізованого взводу 2 механізованої роти, механізованого батальйону 128-ї гірсько-піхотної бригади. За час проходження служби виконував завдання за призначенням у складі своєї військової частини в Донецькій та Луганській областях.
Віталій Кравченко загинув 7 лютого на взводному опорному пункті під час мінометного обстрілу ворогом.
Похований у селі Тетерівка, Жашківського району, Черкаської області.

## Нагороди
- Орден «За мужність» III ступеня, посмертно (23 травня 2015) — за особисту мужність і високий професіоналізм, виявлені у захисті державного суверенітету та територіальної цілісності України, вірність військовій присязі[3]

## Вшанування пам'яті
13 березня 2015 року, у день коли Віталію Кравченку мало б виповнитися 25 років, на його честь було встановлено меморіальну дошку на території спеціалізованої школи № 1 міста Жашкова, де він навчався.